# Alperton
Alperton – dzielnica Londynu, w Wielkim Londynie, leżąca w gminie Brent. Leży 14,5 km od centrum Londynu. W 2011 roku dzielnica liczyła 14 017 mieszkańców. W 1870-72 przysiółek liczyła 242 mieszkańców.